# Baby It’s You (EP)
Baby It’s You ist eine am 20. März 1995 veröffentlichte EP der britischen Rockband The Beatles. Es war die vierzehnte EP der Beatles in Großbritannien und die erste EP, die auf Apple (Katalognummer R 6406) veröffentlicht wurde. Die EP wurde ebenfalls in den USA und Deutschland veröffentlicht. Das Lied Baby It’s You stammt vom Album Live at the BBC. Die EP erschien ausschließlich in Mono.

## Hintergrund
Die Veröffentlichung der EP Baby It’s You erfolgte vier Monate nach dem Erscheinen des Albums Live at the BBC im November 1994. Die EP enthält drei Lieder, die sich nicht auf dem Album Live at the BBC befinden. I’ll Follow the Sun und Boys wurden am 11. November 2013 erneut auf dem Album On Air – Live at the BBC Volume 2 veröffentlicht. Das Lied Devil in Her Heart ist in dieser Version, Erstausstrahlung am 20. August 1963, lediglich auf der EP Baby It’s You erhältlich, da die Version von Devil in Her Heart auf dem Album On Air – Live at the BBC Volume 2 seine Erstausstrahlung am 24. September 1963 hatte.
Bei den vier Liedern der EP fungierte jeder der Beatles jeweils als Sänger.
Am 1. April 1995 stieg die EP in die britischen Single-Charts ein; insgesamt hielt sich Baby It’s You sieben Wochen in den Single-Charts und erreichte Platz 7. In den USA erreichte die EP Platz 67 und in Deutschland Platz 94 in den Single-Charts.

## Covergestaltung
Das Cover entwarf Richard Ward/The Team. Der Rückseitencovertext stammt von Kevin Howlett.

## Titelliste
Seite 1
1. Baby It’s You (Bacharach/David/Williams) – 2:45
  - Aufgenommen am 1. Juni 1963 im BBC Paris Theatre, London. Erstausstrahlung am 11. Juni 1963 während der Sendung Pop Go The Beatles. Gesungen von John Lennon.
2. I’ll Follow the Sun (Lennon/McCartney) – 1:51
  - Aufgenommen am 17. November 1964 im Playhouse Theatre, London. Erstausstrahlung am 26. November 1964 während der Sendung Top Gear. Gesungen von Paul McCartney.

Seite 2
1. Devil in Her Heart (Drapkin) – 2:23
  - Aufgenommen am 16. Juli 1963 im BBC Paris Theatre, London. Erstausstrahlung am 20. August 1963 während der Sendung Pop Go The Beatles. Gesungen von George Harrison.
2. Boys (Dixon/Farrell) – 2:29
  - Aufgenommen am 17. Juni 1963 im BBC Maida Vale Studios, London. Erstausstrahlung am 25. Juni 1963 während der Sendung Pop Go The Beatles. Gesungen von Ringo Starr.

## Wiederveröffentlichungen
Die EP Baby It’s You wurde bisher nicht wiederveröffentlicht.